# Bermudatriangeln

Bermudatriangeln markerad på karta.

Bermudatriangeln, även Dödens triangel, är en cirka 1 miljon km² stor triangelformad region (begränsas i väst av Miami (Florida), i norr av Bermuda och i sydöst av Puerto Rico) i den västra delen av norra Atlanten där ett antal flygfarkoster och skepp påståtts ha försvunnit under mystiska omständigheter. Olika former av populärkultur har kopplat dessa försvinnanden till paranormala eller utomjordiska aktiviteter. 
Insamlade data indikerar att en stor del av dessa incidenter antingen rapporterats felaktigt eller att deras betydelse överdrivits av olika författare inom området. Flera officiella myndigheter hävdar att antalet incidenter och omständigheterna kring dessa liknar de förhållanden som råder i vilken del av havet som helst, och statistik visar att världens farligaste områden för sjöfart inte inkluderar Bermudatriangeln.

## Legenderna
Det har under lång tid funnits många olika myter om märkliga förlisningar och katastrofer i området. Ett fall som gett upphov till myten är det försvunna kollastfartyget USS Cyclops. 1918 försvann det 165 meter långa fartyget, med mer än 300 man ombord, spårlöst i området. Någon lösning på det mysteriet har inte kunnat fastslås. Legenden om Bermudatriangeln började på allvar när fem TBF Avenger-stridsplan (19:e gruppen) och ett räddningsflygplan försvann under mystiska omständigheter i triangeln den 5 december 1945. De fem planen försvann under ett rutinuppdrag och räddningsplanet (ett Martin Mariner-plan) som skickades ut att söka försvann lika spårlöst. 
Ryktena blev allmänt kända då Charles Berlitz och J.M. Valentine skrev boken Dödens triangel (The Bermuda Triangle) 1974. I boken hävdas att ett ovanligt stort antal båtar, fartyg och flygplan hade förlist eller havererat av oförklarlig anledning.

## Förklaringar
Larry Kusche undersökte fenomenet och skrev 1975 boken The Bermuda Triangle Mystery – Solved. Han kom fram till att de flesta förlisningarna skett i hårt väder och att många av olyckorna inte alls hade inträffat inom området. Det går dagligen många flygplan och båtar genom området utan att det händer dem något. Det är ett ganska vältrafikerat område, som inte alls är påfallande överrepresenterat i olycksstatistiken. Myten förstärks av att många flygplan och båtar i området har ägare från USA, vilket ökar genomslagskraften av berättelser om händelser.
Bland dem som tror på fenomenet har många försök till förklaring framkastats om de påstådda händelserna vid Bermudatriangeln. En del tror att det är utomjordingar som kidnappar människorna, och en del tror att det är underjordiska vulkaner. Andra påstår att det är ett ovanligt magnetiskt fält inom Bermudatriangeln som slår ut all radar och elektronikutrustning hos flyg och båtar.
En vetenskaplig förklaring har lagts fram för att förklara en del av försvinnandena. Enligt den skulle gasbubblor av metanhydrat bildas i kontinentalsockeln nära USA:s östkust och vid jordskorpans rörelse (vid till exempel jordbävningar eller kontinentens förflyttning) skulle dessa gasbubblor frigöras och stiga mot ytan. Vattnets densitet minskas av gasbubblorna, vilket skulle medföra att fartyg sjunker.